# Конвой SC 26
Конвой SC 26 (англ. Convoy SC 26) — конвой транспортних і допоміжних суден у кількості 23 одиниць, який у супроводженні семі кораблів ескорту прямував від канадського Галіфаксу до Ліверпуля та інших морських портів Британії. Конвой був одним з системи великих транспортних конвоїв, що рушили Атлантикою під кодом SC (повільний конвой — англ. Slow Convoy) і вийшов від берегів Канади 20 березня 1941 року.

## Історія конвою
20 березня 1941 року конвой SC 26 з 23 транспортних суден відплив із Галіфакса до Ліверпуля. Конвой супроводжувався лише допоміжним озброєним крейсером «Вустершир». На цьому етапі війни захист від нападів підводних човнів міг бути забезпечений лише на Західних підходах; океанський ескорт, як правило, переобладнаний торговельний допоміжний крейсер, надавався для певного захисту від рейдерів надводного флоту Крігсмаріне.
SC 26 протистояла патрульна лінія з дев'яти німецьких підводних човнів, розташованих на межі досяжності для перехоплення конвоїв, що прямували на схід, до того, як їх брали під охорони кораблі ескорту Західних підходів. Це були U-46, U-69, U-73, U-74, U-97, U-98 і U-101. Два інші човни, U-94 і U-76, рухалися на захід, щоб приєднатися до лінії. Ця патрульна лінія ПЧ не мала власної назви; на цьому етапі кампанії в Атлантиці патрульні лінії не носили ідентифікаційних імен, як це було пізніше, хоча, якщо утворювалася вовча зграя, її називали іменем капітана, який вів спостереження за ворожим конвоєм.
1 квітня 1941 року підводний човен U-76 приєднався до новоствореної лінії патрулювання на південь від Ісландії, і побачив конвой, що прямував на захід, на північно-західних підходах. Це був OB 305 з 51 судна. Гіппель доповів про це, але командування підводних човнів (BdU) не хотіло вступати в бій так близько від Британії та в радіусі досяжності літаків Берегового командування; Гіппель отримав наказ продовжити стежити за OB 305.
2 квітня 1941 року U-74 вийшов на видимий контакт і почав переслідування транспортного конвою, незабаром до нього приєдналися інші човни. До вечора 2 квітня BdU зібрав «вовчу зграю» з 4 підводних човнів (U-46, U-69, U-74 і U-76), які за командою розпочали нищівну атаку.
Перший штурм, в ніч з 2 на 3 квітня, був здійснений U-46 відразу після півночі. Капітан-лейтенант Енгельберт Ендрасс атакував танкер British Reliance, який затонув; Alderpool, який був пошкоджений, пізніше його добив U-73; і Thirlby, який зупинився, щоб забрати вцілілих, але торпеда промахнулася, не завдавши шкоди судну.
Одразу після 4 ранку зграя знову напала; Leonidas Z. Cambanis був вражений U-74 і затонув, а за ним через кілька хвилин Westpool і Indier, обидва уражені U-73.
Оскільки вже було втрачено 5 транспортників, тобто майже чверть конвою, комодор Свобі вирішив, що кораблі будуть менш уразливими, якщо дати команду конвою розсіятися, і о 4:21 ранку було прийнято рішення суднам конвою розосередитися. Коли конвой почав розходитися, шосте судно, танкер British Viscount, був уражений U-73 і спалахнув, освітливши поле битви. Незабаром після цього допоміжний крейсер «Вустершир» був вражений торпедою U-74; він отримав серйозні пошкодження, але залишився на плаву.
На світанку судна та підводні човни опинилися розкиданими на величезній площі. Союзні транспорти на максимальній швидкості продовжували прориватися далі на схід, переслідувані підводними човнами, які прагнули відновити контакт, тоді як військові кораблі, призначені для супроводу SC 26, поспішали на захід. Вранці Свобей у Magician зустрів кілька суден, які він зібрав разом, щоб відновити конвой. Пізніше того ж дня ці вісім суден зустріли есмінці «Волверін» і «Ветеран». «Вустершир», що рухався власним ходом, зустрів есмінець «Харрикейн», який супроводжував судно назад до Ліверпуля. Два інших есмінці, «Гавлок» і «Гесперус», прибули до місця битви і почали шукати тих, хто вижив.
Шість інших суден залишилися наодинці. Незадовго до полудня U-98, щойно прибулий, знайшов Helle, яке він переслідував і затопив. Опівдні U-98 знайшов і знищив Welcombe, який також рушив сам без охорони.
Крім того, U-76, рухаючись на захід, наразився на фінське вантажне судно Daphne, яке йшло самостійно, і потопив його.
У сутінках увечері 3/4 квітня U-94, що також щойно прибула, знову вийшов на основні сили конвою. Німецький човен атакував, потопив Harbledown, але всі його подальші атаки були відбиті.
Протягом 4 квітня більше не було атак на залишки конвою, і до SC 26 приєдналися ще 3 есмінці («Веріті», «Вів'єн» і «Челсі») і корвет («Конволвулус»).
Вночі з 4 на 5 квітня Athenic, яке йшло само попереду основних сил конвою, було перехоплене та затоплене внаслідок атаки U-76. Thirlby, який також плив сам, був знайдений і обстріляний U-69. Судно було пошкоджено, але не затонуло і змогло дістатися порту.
На світанку 5 квітня U-76 був виявлений британським есмінцем «Волверін». U-76 пірнув, але за допомогою «Скарборо» «Волверін» атакував човен противника, скинувши 2 глибинні бомби, за якими майже відразу ж скинули 8 бомб з «Скарборо». U-76 був змушений спливти, і екіпаж покинув її. «Арбутус» кинувся, спробуючи захопити човен і його цінне шифротехнічне обладнання, але човен був наповнений газоподібним хлором з акумуляторів, і швидко затонув. Усі члени екіпажу U-76, крім одного, були врятовані.

## Кораблі та судна конвою SC 26[1]

### Транспортні судна
Позначення
| Назва                       | Прапор              | Тоннаж (GRT) | Прим.                                                     |
| --------------------------- | ------------------- | ------------ | --------------------------------------------------------- |
| Akabahra (1929)             | Норвегія            | 1 524        | повернулося в порт                                        |
| Alderpool (1930)            | Велика Британія     | 4 313        | 3 квітня пошкоджений торпедами U-46, пізніше добитий U-73 |
| Anacortes (1918)            | Велика Британія     | 4 889        |                                                           |
| Athenic (1937)              | Велика Британія     | 5 351        | 4 квітня потоплено U-76                                   |
| British Reliance (1928)     | Велика Британія     | 7 000        | 2 квітня танкер потоплений U-46                           |
| British Viscount (1921)     | Велика Британія     | 6 895        | 3 квітня танкер потоплений U-73                           |
| Daleby (1929)               | Велика Британія     | 4 640        |                                                           |
| Editor (1919)               | Велика Британія     | 6 326        |                                                           |
| Eelbeck (1919)              | Велика Британія     | 6 318        |                                                           |
| Empire Dew (1941)           | Велика Британія     | 7 005        |                                                           |
| Ethel Radcliffe (1920)      | Велика Британія     | 5 673        |                                                           |
| Harbledown (1933)           | Велика Британія     | 5 414        | 4 квітня потоплено U-94                                   |
| Havtor (1930)               | Норвегія            | 1 524        |                                                           |
| Helle (1918)                | Норвегія            | 2 467        | 4 квітня потоплено U-98                                   |
| Hontestroom (1921)          | Нідерланди          | 1 857        | рятувальне судно конвою                                   |
| Indier (1918)               | Бельгія             | 5 409        | 3 квітня потоплено U-73                                   |
| Leonidas Z. Cambanis (1917) | Грецьке королівство | 4 274        | 4 квітня потоплено U-74                                   |
| Magician (1925)             | Велика Британія     | 5 105        |                                                           |
| Nea (1921)                  | Норвегія            | 1 877        |                                                           |
| Taygetos (1918)             | Грецьке королівство | 4 295        |                                                           |
| Tenax (1925)                | Велика Британія     | 3 846        |                                                           |
| Tennessee (1921)            | Велика Британія     | 2 342        |                                                           |
| Thirlby (1928)              | Велика Британія     | 4 887        | 3 квітня пошкоджено торпедою G7a U-69                     |
| Welcombe (1930)             | Велика Британія     | 5 122        | 4 квітня потоплено U-98                                   |
| Westpool (1918)             | Велика Британія     | 5 724        | 3 квітня потоплено U-73                                   |

### Кораблі ескорту
| Назва         | Прапор                                  | Тип корабля                                                  | Прим.                                                        |
| ------------- | --------------------------------------- | ------------------------------------------------------------ | ------------------------------------------------------------ |
| «Челсі»       | Військово-морські сили Великої Британії | ескадрений міноносець типу «Таун»                            | 4-5 квітня                                                   |
| «Кобальт»     | Військово-морські сили Канади           | корвет типу «Флавер»                                         | 20 березня                                                   |
| «Конволвулус» | Військово-морські сили Великої Британії | корвет типу «Флавер»                                         | 4-5 квітня                                                   |
| «Гавлок»      | Військово-морські сили Великої Британії | ескадрений міноносець типу «H»                               | 5-7 квітня                                                   |
| «Попос»       | Військово-морські сили Великої Британії | підводний човен/підводний мінний загороджувач типу «Грампус» | 20-29 березня                                                |
| «Скарборо»    | Військово-морські сили Великої Британії | шлюп типу «Гастінгс»                                         | 5-8 квітня                                                   |
| «Веріті»      | Військово-морські сили Великої Британії | ескадрений міноносець «Модифікований Адміралті» типу «W»     | 4-5 квітня                                                   |
| «Ветеран»     | Військово-морські сили Великої Британії | ескадрений міноносець «Адміралті» типу «W»                   | 3-8 квітня                                                   |
| «Вів'єн»      | Військово-морські сили Великої Британії | ескадрений міноносець «Адміралті» типу «V»                   | 4-5 квітня                                                   |
| «Волверін»    | Військово-морські сили Великої Британії | ескадрений міноносець «Модифікований Адміралті» типу «W»     | 3-8 квітня                                                   |
| «Вустершир»   | Військово-морські сили Великої Британії | допоміжний крейсер                                           | 20 березня — 3 квітня 3 квітня пошкоджений торпедою G7e U-74 |

## Підводні човни Крігсмаріне, що брали участь в атаці на конвой[14]
| Назва | Тип   | Командир                                  | Результати атаки                                                      | Прим.                                                                           |
| ----- | ----- | ----------------------------------------- | --------------------------------------------------------------------- | ------------------------------------------------------------------------------- |
| U-46  | VII B | капітан-лейтенант Енгельберт Ендрасс      | 2 квітня потопив танкер British Reliance; 3 квітня пошкодив Alderpool |                                                                                 |
| U-69  | VII С | капітан-лейтенант Йост Мецлер             | 3 квітня пошкодив Thirlby                                             |                                                                                 |
| U-73  | VII B | капітан-лейтенант Гельмут Розенбаум       | 3 квітня потопив Alderpool                                            |                                                                                 |
| U-74  | VII B | капітан-лейтенант Айтель-Фрідріх Кентрат  | 3 квітня пошкодив Alderpool; 4 квітня потопив Leonidas Z. Cambanis    |                                                                                 |
| U-76  | VII B | оберлейтенант-цур-зее Фрідріх фон Гіппель | 4 квітня потопив 'Athenic                                             | 5 квітня глибинними бомбами британського есмінця «Волверін» та шлюпа «Скарборо» |
| U-97  | VII С | капітан-лейтенант Удо Гайльманн           | не атакував                                                           |                                                                                 |
| U-98  | VII С | капітан-лейтенант Роберт Гізе             | 4 квітня потопив Helle і Welcombe                                     |                                                                                 |
| U-101 | VII B | капітан-лейтенант Ернст Менгерзен         | не атакував                                                           |                                                                                 |